# Eppelheim
Eppelheim település Németországban, azon belül Baden-Württembergben. Lakosainak száma 15 543 fő (2023. december 31.).

## Népesség
A település népessége az elmúlt években az alábbi módon változott:
| Lakosok száma | 12 552 | 15 250 | 15 177 | 15 359 | 15 555 | 15 543 |
|               | 1975   | 2017   | 2019   | 2021   | 2022   | 2023   |